# Apelitas
Se llamaban apelitas o apelianos a los seguidores de Apeles. Apeles era el discípulo más famoso del gnóstico Marción; vivió y enseñó mucho tiempo en Roma a mediados del siglo II; permaneció después algún tiempo en Alejandría y aprendió allí a conocer la gnonia egipcia. 
Resultó de esto que abandonó la doctrina de Marcion y sustituyó a ella un sistema particular bastante parecido al de Valentiniano. Buscaba especialmente, como Valentiniano, destruir el dualismo. Es verdad que el fundador del mundo o el demiurgo es también para él su Æon inferior; pero este Æon supremo, Soter o Cristo cuyas ideas divinas tomó, debín realizar y objetivar la creación. Las almas, según él, son seres de un origen superior, caídos y aprisionados en cuerpos materiales a consecuencia de sus deseos sensuales. Cuando el Demiurgo notó que el mundo que había creado conforme a las ideas divinas iba alejándose cada vez más de estos tipos celestes, rogó al Dios supremo que le enviase al Soler o Libertador y este, es decir, Cristo, descendió en un cuerpo etéreo que depositó después de su ascensión. 
Hay en la Biblia, decía Apeles, cosas que son de pura invención, mentiras; otras, por el contrario, proceden del Demiurgo, dirigido por Soter. En fin, Apeles se hizo célebre por esta aserción que puede salvarse en todos los partidos religiosos con tal que se crea en Cristo y que se practiquen buenas obras. Tertuliano reconviene a Apeles de excesos carnales pero parece que se equivoca, pues Rhodon, contemporáneo de Apeles y su adversario decidido, rinde un homenaje a su moralidad. Apeles, según todos los testimonios, vivía en un comercio puramente espiritual con la virgen Filomena y la tenía por divinamente inspirada. Tertuliano creyó probablemente que sucedía aquí lo mismo que con Simón el Mago y Heleno.